# What3words
what3words – system geokodowania służący do łatwego przekazywania współrzędnych geograficznych za pomocą unikalnego zestawu trzech słów z języka naturalnego przypisanych do miejsca w przestrzeni o powierzchni 9 metrów kwadratowych  . W przeciwieństwie do obowiązujących obecnie systemów geolokalizacyjnych, jak adresy, kody pocztowe czy koordynaty GPS, system what3words składa się wyłącznie ze słów języka naturalnego, a nie ciągów cyfr, liter i ich kombinacji  .
Przykładowo dawny (do 2020) adres stowarzyszenia Wikimedia Polska to ul. Tuwima 95, pok. 15; 90-031 Łódź, Polska, co odpowiada współrzędnym geograficznym 51°46′02,194″N 19°29′14,438″E/51,767276 19,487344 (lub 51.767276, 19.487344 w zapisie dziesiętnym). To samo miejsce w przestrzeni można również oznaczyć za pomocą słów what3words straw.swing.engages (lub kurtki.śpiewy.dolny w polskiej wersji), jednoznacznie identyfikujących konkretne miejsce na Ziemi.
W 2015 system został nagrodzony statuetką Złotego Lwa podczas Międzynarodowego Festiwalu Kreatywności w Cannes .